# Styringomyia pendula
Styringomyia pendula är en tvåvingeart som beskrevs av Alexander 1937. Styringomyia pendula ingår i släktet Styringomyia och familjen småharkrankar. Inga underarter finns listade i Catalogue of Life.